# 巴勒斯坦旅
英國皇家飛行隊巴勒斯坦旅（英語：Palestine Brigade RAF）於1917年10月5日成立，以支援艾倫比將軍對巴勒斯坦地區的鄂圖曼土耳其帝國軍隊的地面進攻。

## 背景
在艾倫比被任命為埃及遠征軍司令之前，德意志帝國陸軍航空隊和鄂圖曼帝國空軍在黎凡特享有空中優勢。這是因為與英國皇家飛行隊的飛機相比，德意志帝國陸軍航空隊的福克F.I戰鬥機在數量和性能上都更為優越。因此艾倫比要求英國陸軍部增加他可以使用的皇家飛行隊戰機之數量與性能。

## 形成
隨著英國在中東的飛機數量增加，巴勒斯坦旅於1917年10月5日成立。它由駐紮在蘇伊士以東的中東之所有皇家飛行隊戰機組成。